# Beslissingen van inwendige aard
Beslissingen van inwendige aard zijn in het juridisch taalgebruik van België beslissingen waarbij de rechter geen uitspraak doet over de juridische of feitelijke aangelegenheden, maar zich louter en alleen baseert op administratieve zaken van het geding.

## Soorten beslissingen van inwendige aard
Artikel 1046 van het Gerechtelijk Wetboek somt de beslissingen van inwendige aard op, dit zijn het bepalen van de rechtsdag, uitstel, weglating van de rol, doorhaling van de rol en vonnissen waarbij wordt bevolen dat partijen in persoon moeten verschijnen.

## Rechtsmiddelen
Zulke beslissingen zijn niet vatbaar voor hoger beroep of verzet.